# Orgue de la Parròquia de Sant Domingo d'Inca
L'orgue de la Parròquia de Sant Domingo d'Inca és una construcció de finals del segle xvii, atribuïda als germans Caymari, que va ser restaurada a finals del segle xix i als anys 1960 i 1980. És una peça barroca amb un so molt fi. L'església de Sant Domingo d'Inca és una construcció lligada al claustre i convent de Sant Domingo, un antic convent dels dominics a Inca que es va fundar l'any 1604. L'església es va construir entre 1664 i 1689. És una construcció barroca i fou convertida en parròquia l'any 1962.

## Història
Malgrat que no disposam de cap document referent a l'orgue d'aquest antic convent, podem suposar pel seu estil i característiques que fou construït pels germans Caymari a finals del segle xvii. A 1772 el convent no tenia organista. A 1835, quan hi va haver l'exclaustració, era organista Fra Josep Perelló i Febrer, prevere, de trenta-sis anys, natural de Manacor d'on posteriorment va esser organista de la parròquia. Per finals de 1907, es va restaurar l'orgue afegint un nou registre, la Trompa Real. També es va canviar el teclat per un mes modern i unes manxes noves costant tot més de 600 pessetes. En l'apartat del canvi de teclat per un més modern com diven les cròniques de l'època, no va ser així, seguix amb el teclat original dels germans Caymari i sortosament ha arribat fins als nostres dies. Es va beneir el 12 de gener de 1908, resultant un orgue per a aquesta església de so molt fi. A 1965 l'organer Francesc Benages li va col·locar un motor-ventilador que costà 30.000 pessetes. Que pagà D. Llorenç Fluixà. L'any 1988, amb motiu de celebrar-se les noces de plata com a Parròquia, fou novament restaurat per l'organer Pere Reynés.

## Situació i estat actual
Està col·locat al centre de la barana del cor i està en bon estat de funcionament.

## Descripció de la consola
Consta d'un teclat de 45 notes (C-c''') essent la primera octava curta. Les tecles són de fusta blanca amb incrustacions. La partició és l'habitual entre c' / cs'. Al Pedal hi ha set botons de Contres tapades de 8' permanents amb acoblament al teclat. A la mà esquerra trobam la Tompeta, Tolosana, Cimbalet, Quinzena, Tapadet, Octava i Flautat.
Els tubs i el secret són fàcilment accessibles per dues grans portes situades sobre el faristol.

## Secret
El secret és cromàtic.
El primer joc a la part de la façana és el Flautat 8'. Els tres primers tubs (C-E) són de fusta tapats i la resta d'estany. Del F al g' van postats a la façana i la resta damunt el secret.
Octava 4': El C és de fusta, els altres són de metall. Del G al gs van col·locats a la façana.
Quinzena 2': Tot el joc és doble i la mà dreta endemés va acompanyada d'una dotzena 2 2/3'.
Cimbalet: Entra en dinovena 1 1/3'. La primera octava és de 3 rengles i la resta de 4.
Tolosana: Els seus tubs són cònics. Comença en dinovena 1 1/3'. La primera octava és de 2 rengles i les altres de 3.
Trompeta Real: És un joc romàntic. Com consta a la nomenclatura antiga del seu tirador, al seu lloc hi havia una Regalia.

## Dades tècniques
L'afinació és aproximadament un tò baixa.